# Lucy Gray
Lucy Gray, née en décembre 2006, est une militante néo-zélandaise contre le dérèglement climatique,,,.

## Biographie
Lucy Gray est élève à l'Ao Tawhiti à Christchurch, et est auparavant à la Cashmere High School. Elle est présidente nationale des activités de School Strike 4 Climate, et organisatrice des marches auxquelles les élèves des écoles peuvent se joindre,. Trois ont eu lieu en 2019, le 15 mars (date qui a été abandonnée pour des raisons de sécurité en raison de la fusillade dans la mosquée de Christchurch), le 24 mai et de nouveau le 27 septembre,. Une quatrième manifestation intérieure a lieu en mai 2020, alors que la Nouvelle-Zélande est confinée en raison de la pandémie de COVID-19.
En mai 2019, Lucy Gray rencontre la Première ministre Jacinda Ardern pour discuter des plans du gouvernement pour gérer la crise du réchauffement climatique,. Elle prend la parole lors de la Journée nationale des jeunes leaders 2019, du Festival For the Future 2019, et à TEDx Youth@Christchurch. Début 2020, elle est lectrice au 1.5 Degrees Live !. Elle est par ailleurs conférencière principale au Sommet en ligne sur les objectifs de développement durable d'Aotearoa en Nouvelle-Zélande 2020-2021.
Elle cite Greta Thunberg, militante suédoise contre le changement climatique, comme l'un de ses modèles et de ses inspirations. Elle est l'auteur de « Rise up », un hymne de protestation contre le dérèglement climatique.